# Kathai Conservation Park
Kathai Conservation Park är en park i Australien. Den ligger i delstaten South Australia, omkring 250 kilometer väster om delstatshuvudstaden Adelaide.
Närmaste större samhälle är Port Lincoln, nära Kathai Conservation Park. 
I omgivningarna runt Kathai Conservation Park växer huvudsakligen savannskog. Trakten runt Kathai Conservation Park är nära nog obefolkad, med mindre än två invånare per kvadratkilometer. Genomsnittlig årsnederbörd är 585 millimeter. Den regnigaste månaden är juni, med i genomsnitt 126 mm nederbörd, och den torraste är januari, med 16 mm nederbörd.